# Tebas (Grécia)

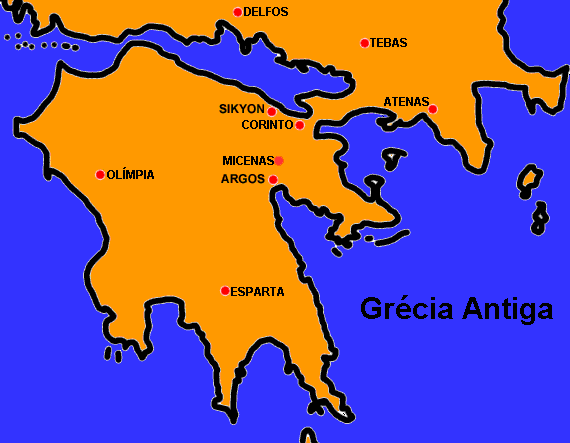
Mapa parcial da Beócia, Ática e o Peloponeso, mostrando a posição de Tebas

Tebas foi uma cidade-estado grega, antiga aliada de Esparta. Aproveitando o enfraquecimento do exército espartano após a Guerra do Peloponeso, rebelou-se e expulsou os exércitos espartanos de seu território (batalha de Leuctra, em 371 a.C.).
Esparta não passaria, desde então, de uma cidade de segunda categoria, limitada na sua ação ao Peloponeso, sobre o qual nunca mais conseguiria restabelecer a sua antiga dominação. Em 377 a.C. Esparta, Atenas e Tebas começaram a lutar entre si, acabando por eliminar as poucas forças que haviam sobrado das antigas cidades-estados, poderosas e independentes. Em 335 a.C., quando os exércitos macedónios invadiram Tebas (Batalha de Queroneia em 338 a.C.) a cidade foi destruída e os tebanos mortos ou escravizados. As cidades gregas não conseguiram resistir, pois encontravam-se seriamente debilitadas por causa da luta interna, caindo sob domínio dos macedônios.

## Mitologia

### A fundação de Tebas
Cadmus, filho do príncipe da Fenícia, Agenor, foi enviado por seu pai com a missão de recuperar Europa, que havia sido raptada. Como Agenor proibira a volta dos filhos até que Europa fosse encontrada, Cadmo, que havia viajado com sua mãe Teléfassa, desistiu da busca, e se fixou na Trácia.
Quando Teléfassa morreu, Cadmus foi ao oráculo de Delfos perguntar sobre a sua irmã, mas o oráculo disse para ele não se preocupar com ela, e para seguir uma vaca, e fundar uma cidade onde ela caísse de cansaço. Assim ele fez, e encontrou uma vaca, do gado de Pelagon, na Fócida; ele seguiu-a até o local onde mais tarde seria fundada Tebas.
Cadmo mandou seus companheiros buscarem água, mas a fonte era guardada por um dragão, enviado por Ares  (Pseudo-Apolodoro menciona que algumas versões diziam que o dragão era filho de Ares), que matou quase todos que foram enviados. Indignado, Cadmo matou o dragão, e semeou os dentes do dragão na terra como uma colheita  da qual nasceram soldados totalmente armados, que lutaram até a morte, até que só sobraram cinco, quando Equionte, um deles, comandou que eles parassem de lutar. Os nomes destes semeados (espartos) eram Equionte, Udeu, Ctônio, Hiperenor e Peloro. Para propiciar Ares, Cadmo serviu dois ano (equivalente a oito dos anos atuais) a Ares, e depois disso casou-se com Harmonia, a filha da união de Ares com Afrodite.

### Reis mitológicos de Tebas
Os nomes em itálico são os regentes ou usurpadores, não ocupantes do trono por direito.
- Cadmo, fundador lendário da cidade (de onde Cadmeia) — abdicou em favor do neto Penteu
- Penteu
- Polidoro, filho de Cadmo (genro de Nicteu, irmão de Lico) — morto por Ménades
- Nicteu, regente em nome de seu neto Lábdaco
- Lico, regente em nome de seu sobrinho-neto Lábdaco
- Lábdaco, filho de Polidoro — também morto por ménades
- Lico, regente em nome de seu sobrinho-bisneto Laio
- Anfião e Zeto
- Laio, filho de Lábdaco — morto por Édipo
- Édipo, filho de Laio — abdicou do trono ao descobrir que matara o pai e desposara a própria mãe, Jocasta
- Polínice e Eteocles, filhos de Édipo, em revezamento
  - guerra civil entre Polínice e Eteocles; ataque dos sete contra Tebas
- Creonte, usurpador